# Еноли
Ено́ли (англ. enols) — органічні сполуки, що містять гідроксильну групу біля подвійного зв'язку і є таутомерною формою відповідних карбонільних сполук, знаходячись з ними в таутомерній рівновазі (кето-енольна таутомерія), яка здебільшого зсунута у бік кетоформ.

## Отримання
Еноли отримують приєднанням води до алкінів:
{\displaystyle {\ce {R-C#C-R +H2O->R-CH=COH-R}}}
Також енолу можна отримати за допомогою кислотного гідролізу їх естерів:
{\displaystyle {\ce {R2-C=CR-O-CO-R + H2O->[H^+]R2-C=CR-O-H + HO-O-CO-R}}}
Ще можна отримати відщепленням води від гліколів:
{\displaystyle {\ce {R-CH(OH)-CH(OH)-R ->[900^oC, 2,66Pa]R-CH=C(OH)-R}}}

## Хімічні властивості
Еноли є слабкими кислотами, проте сильнішими, ніж насичені спирти. Це пояснюється тим, що негативний заряд в енолят-іоні є делокалізованим між атомами карбону та оксигену, що робить його більш стабільним.
Ефіри енолів, на відміну від енолів, не перетворюються в карбонільні сполуки, бо не мають атома гідрогену, який перемістився би до атома карбону.
Можуть вступати у реакції з електрофілами (наприклад, бромом) з утворенням бромкетонів/бромальдегідів та бромоводню:
{\displaystyle {\ce {R-CH=COH-R + Br2 ->R-CHBr-CO-R + HBr}}}